# Java Speech API
Die Java Speech API (JSAPI) spezifiziert eine plattformunabhängige Java-Programmierschnittstelle für den Zugriff auf verschiedene Sprachtechnologien. Damit wird der Zugriff auf Sprachsteuerungs-, Spracherkennungs- und Sprachausgabesysteme aus Java-Programmen heraus ermöglicht.
Die Java Speech API ist kein Bestandteil der JSE, sondern eine optionale Erweiterung. Die API selbst bestimmt nur die Schnittstelle zu Sprachtechnologien, welche die Java Speech API implementieren. Implementierungen der Java Speech API 1 sind beispielsweise FreeTTS, IBM Speech for Java, The Cloud Garden, Lernout & Hauspies TTS for Java Speech API, Conversa Web 3.0, Festival und Elan Speech Cube. Implementierungen der Java Speech API 2 sind die Referenzimplementierung von Everspeech als Nachfolger des  Conversay (Update des JSR113 vom 21. November 2011) und die freie Implementierung der Technischen Universität Darmstadt.

## Geschichte
Die erste Version der Java Speech API erschien am 26. Oktober 1998. Als Formate dienten die Java Speech Markup Language (JSML) und das Java Speech Grammar Format (JSGF). Die zweite Version wurde am 7. Mai 2009 als JSR 113 finalisiert. Die neue Version setzt zum einen den Schwerpunkt auf mobile Geräte und greift zum anderen aktuelle W3C Standards der Sprachtechnologie auf, wie sie auch im Rahmen von VoiceXML verwendet werden. Dieses sind insbesondere Formate wie die Speech Recognition Grammar Specification und die Speech Synthesis Markup Language.
Von der Technischen Universität Darmstadt wurde eine Basisimplementierung unabhängig vom Java Community Process als Open Source unter der GNU Lesser General Public License auf SourceForge zur Verfügung gestellt.